# 신철 (영화 제작자)
신철(한국 한자: 申哲, 1958년 1월 4일 ~ ) 은 대한민국의 영화제작자이다. '대한민국 영화를 산업적 차원에서 인식한 첫 번째 세대'라는 평가가 있다. 2018년 9월 부천국제판타스틱영화제 집행위원장으로 선임되었다.

## 생애
신철은 1958년 1월 4일에 서울특별시에서 태어났고, 서울대학교 미학과를 졸업하였다.  서울대학교 미학과 재학 중 김수용, 정지영 감독 연출부를 거쳐 우성영화사 기획실, 피카디리 극장 기획실, 명보극장 기획부장으로 근무하였고, 1988년 영화 전문 기획사 (주)신씨네를 설립했다. '행복은 성적순이 아니잖아요'(1989), '베를린 리포트'(1991)를 시작으로 이후 '결혼 이야기'(1992), '미스터 맘마'(1992), '편지'(1997), '약속'(1998), '거짓말'(2000), '엽기적인 그녀'(2001) 등의 영화를 기획, 제작하여 한국영화계에 프로듀서의 시대를 연 제작자이자, '구미호'(1994)와 '은행나무 침대'(1996)로 한국영화에 컴퓨터그래픽을 최초로 시도한 개척자로 평가받고 있다.

## 경력
- 1988년 ~ : 신씨네 대표
- 1993년 : 신씨네 컴퓨터그래픽스 아카데미
- 2018년 9월 ~: 부천국제판타스틱영화제 집행위원장

## 상훈
- 1999년: 제22회 황금촬영상 시상식 제작공로상
- 2011년: 제2회 대한민국 대중문화예술상 국무총리표창